# Peter Orloff/Diskografie
Diese Diskografie ist eine Übersicht über die musikalischen Werke des deutschen Schlagersängers, Liedtexters und Musikproduzenten Peter Orloff. Seine erfolgreichste Veröffentlichung ist die Autoren- und Produktionsbeteiligung zu Bernd Clüvers Der Junge mit der Mundharmonika mit über zwei Millionen verkauften Einheiten. Ebenfalls zu Millionensellern entwickelten sich Orloffs Autoren- und Produktionsbeteiligungen zu Peter Maffays Du sowie Clüvers Der kleine Prinz (Ein Engel, der Sehnsucht heißt). Die Singles Der Junge mit der Mundharmonika und Der kleine Prinz (Ein Engel, der Sehnsucht heißt) verkauften sich alleine in Deutschland je eine Million Mal und zählen damit zu den meistverkauften Schlagern sowie insgesamt zu den meistverkauften Singles in Deutschland.
Während Orloff als Autor und Produzent einige Nummer-eins-Erfolge und Top-10-Hits in den D-A-CH-Staaten vorzuweisen hat, gelang ihm das als Interpret selbst nicht. Er erreichte mit 16 Interpretationen die deutschen Singlecharts, jedoch gelang ihm keine höhere Chartnotierung als Position 16 (Ein Mädchen für immer). In Österreich erreichten lediglich zwei seiner Singles die Charts, wobei ebenfalls Position 16 (City Girl) die höchste Chartnotierung darstellt. In der Schweiz erreichte keine seiner Singles die Charts. Seinen größten Charterfolg als Interpret feierte Orloff 1971 in Belgien mit seiner Single Ein Mädchen für immer, dort erreichte die Single die Chartspitze.

## Alben

### Studioalben
| Jahr | Titel Musiklabel                           | Höchstplatzierung, Gesamtwochen, AuszeichnungChartplatzierungen (Jahr, Titel, Musiklabel, Platzierungen, Wochen, Auszeichnungen, Anmerkungen) | Höchstplatzierung, Gesamtwochen, AuszeichnungChartplatzierungen (Jahr, Titel, Musiklabel, Platzierungen, Wochen, Auszeichnungen, Anmerkungen) | Höchstplatzierung, Gesamtwochen, AuszeichnungChartplatzierungen (Jahr, Titel, Musiklabel, Platzierungen, Wochen, Auszeichnungen, Anmerkungen) | Anmerkungen                                                               |
| Jahr | Titel Musiklabel                           | DE | AT | CH | Anmerkungen                                                               |
| ---- | ------------------------------------------ | --- | --- | --- | ------------------------------------------------------------------------- |
| 1968 | Peter Orloff Cornet                        | — | — | — | Erstveröffentlichung: 1968                                                |
| 1969 | Schlager-Autogramm Cornet                  | — | — | — | Erstveröffentlichung: 1969                                                |
| 1971 | Ein Mädchen für immer Decca Records        | — | — | — | Erstveröffentlichung: 1971                                                |
| 1972 | Das brennt so heiß wie Feuer Decca Records | — | — | — | Erstveröffentlichung: 1972                                                |
| 1973 | Eliza Decca Records                        | — | — | — | Erstveröffentlichung: 1973                                                |
| 1976 | Disco Hit Gitarre HörZu                    | — | — | — | Erstveröffentlichung: 1976 als Peter Orloff Sound Orchester               |
| 1976 | Ich bestell schon mal das Himmelbett HörZu | — | — | — | Erstveröffentlichung: 1976                                                |
| 1976 | Disco Hit Instrumental Aladin              | — | — | — | Erstveröffentlichung: 1976 als Peter Orloff Sound Orchester               |
| 1977 | Die Nacht, als Christina fortlief Aladin   | — | — | — | Erstveröffentlichung: 1977                                                |
| 1978 | Immer wenn ich Josy seh’ Aladin            | — | — | — | Erstveröffentlichung: 1978                                                |
| 1979 | Sound-Orchester ’79 Aladin                 | — | — | — | Erstveröffentlichung: 1979 als Peter Orloff Sound Orchester               |
| 1982 | Der Barbar Aladin                          | — | — | — | Erstveröffentlichung: 1982                                                |
| 1982 | The Fifties Live On Aladin                 | — | — | — | Erstveröffentlichung: 1982 als Peter Orloff Sound Orchester               |
| 1992 | Heut’ Nacht, eventuell MCP                 | — | — | — | Erstveröffentlichung: 1992                                                |
| 1996 | Damoj MCP                                  | — | — | — | Erstveröffentlichung: 1996 mit dem Schwarzmeer Kosaken-Chor               |
| 2005 | Liebesgrüße aus Russland MCP               | — | — | — | Erstveröffentlichung: 19. September 2005 mit dem Schwarzmeer Kosaken-Chor |
| 2011 | Der Traum des Zaren MCP                    | — | — | — | Erstveröffentlichung: 18. November 2011 mit dem Schwarzmeer Kosaken-Chor  |
| 2016 | Von Kiew nach St. Petersburg MCP           | — | — | — | Erstveröffentlichung: 2. Januar 2016 mit dem Schwarzmeer Kosaken-Chor     |
| 2019 | Teure Heimat – Die Gold Edition Telamo     | DE83 (3 Wo.)DE | — | — | Erstveröffentlichung: 3. Mai 2019 mit dem Schwarzmeer Kosaken-Chor        |

grau schraffiert: keine Chartdaten aus diesem Jahr verfügbar

### Kompilationen
| Jahr | Titel Musiklabel                                               | Höchstplatzierung, Gesamtwochen, AuszeichnungChartplatzierungen (Jahr, Titel, Musiklabel, Platzierungen, Wochen, Auszeichnungen, Anmerkungen) | Höchstplatzierung, Gesamtwochen, AuszeichnungChartplatzierungen (Jahr, Titel, Musiklabel, Platzierungen, Wochen, Auszeichnungen, Anmerkungen) | Höchstplatzierung, Gesamtwochen, AuszeichnungChartplatzierungen (Jahr, Titel, Musiklabel, Platzierungen, Wochen, Auszeichnungen, Anmerkungen) | Anmerkungen                                                              |
| Jahr | Titel Musiklabel                                               | DE | AT | CH | Anmerkungen                                                              |
| ---- | -------------------------------------------------------------- | --- | --- | --- | ------------------------------------------------------------------------ |
| 1968 | Monika – Peter Orloff singt seine Hits Cornet                  | — | — | — | Erstveröffentlichung: Oktober 1968                                       |
| 1973 | Die großen Erfolge Decca Records                               | — | — | — | Erstveröffentlichung: 1973                                               |
| 1979 | Meine schönsten Hits HörZu                                     | — | — | — | Erstveröffentlichung: 1979                                               |
| 1980 | Applaus für Peter Orloff Marifon                               | — | — | — | Erstveröffentlichung: 1980                                               |
| 1982 | Peter Orloff Signal                                            | — | — | — | Erstveröffentlichung: 1982                                               |
| 1983 | Die schönsten Mädchen gibt’s in Germany Bellaphon Records      | — | — | — | Erstveröffentlichung: 1983                                               |
| 1988 | Die großen Erfolge Rondo Hitline                               | — | — | — | Erstveröffentlichung: 1988                                               |
| 1989 | Peter Orloff singt Peter Orloff Aladin                         | — | — | — | Erstveröffentlichung: 1989                                               |
| 1989 | Starportrait Imperial Records                                  | — | — | — | Erstveröffentlichung: 1989                                               |
| 1990 | Immer wenn ich Josy seh’ Karussell                             | — | — | — | Erstveröffentlichung: 1990                                               |
| 1991 | Seine großen Erfolge Columbia Records                          | — | — | — | Erstveröffentlichung: 1991                                               |
| 1991 | Es ist nie zu spät – Goldene Schlagererinnerungen Folge 8 Pilz | — | — | — | Erstveröffentlichung: 1991                                               |
| 1992 | Das große Deutsche Schlager-Archiv Sonocord                    | — | — | — | Erstveröffentlichung: 1992 mit Wolfgang Petry                            |
| 1992 | 25 Jahre … Die größten Erfolge Arcade Records                  | — | — | — | Erstveröffentlichung: 1992                                               |
| 1993 | Stationen Pilz                                                 | — | — | — | Erstveröffentlichung: 1993                                               |
| 1993 | Cora komm nach Haus Prima Musik                                | — | — | — | Erstveröffentlichung: 1993                                               |
| 1993 | The Very Best Of Arcade Records                                | — | — | — | Erstveröffentlichung: 1993                                               |
| 1994 | Das Beste von PMF Records                                      | — | — | — | Erstveröffentlichung: 1994                                               |
| 1994 | Single Hit Collection EMI Electrola                            | — | — | — | Erstveröffentlichung: 1994                                               |
| 1995 | Ein Mädchen für immer Fortune                                  | — | — | — | Erstveröffentlichung: 1995                                               |
| 1996 | Königin der Nacht Karat                                        | — | — | — | Erstveröffentlichung: 1996                                               |
| 1996 | Peter Orloff Laserlight                                        | — | — | — | Erstveröffentlichung: 1996                                               |
| 1998 | Das Beste von Disky                                            | — | — | — | Erstveröffentlichung: 1998                                               |
| 2000 | Glück total Laserlight                                         | — | — | — | Erstveröffentlichung: 11. März 2000                                      |
| 2000 | Schlagerparty Laserlight                                       | — | — | — | Erstveröffentlichung: 11. März 2000                                      |
| 2003 | Das Beste von Peter Orloff Palm Records                        | — | — | — | Erstveröffentlichung: 31. März 2003                                      |
| 2005 | German Pop Masters: Peter Orloff Carinco                       | — | — | — | Erstveröffentlichung: 15. November 2005                                  |
| 2007 | Es ist nie zu spät FOM                                         | — | — | — | Erstveröffentlichung: 21. Juni 2007                                      |
| 2008 | Seine 30 größten Erfolge Aladin                                | — | — | — | Erstveröffentlichung: 18. Oktober 2008                                   |
| 2008 | War das schon alles? Aladin                                    | — | — | — | Erstveröffentlichung: 18. Oktober 2008                                   |
| 2009 | Die 30 größten Hits MCP                                        | — | — | — | Erstveröffentlichung: 10. November 2009 mit dem Schwarzmeer Kosaken-Chor |
| 2010 | Die besten Hits von früher bis heute Aladin                    | — | — | — | Erstveröffentlichung: 16. März 2010                                      |
| 2010 | Best Of 313 Music                                              | — | — | — | Erstveröffentlichung: 26. März 2010                                      |
| 2010 | Das sind die ganz wilden Jahre Bear Family Records             | — | — | — | Erstveröffentlichung: 1. Juni 2010                                       |
| 2010 | Folg deinem Stern Bear Family Records                          | — | — | — | Erstveröffentlichung: 1. Juni 2010                                       |
| 2015 | Peter Orloff ZYX Music                                         | — | — | — | Erstveröffentlichung: 26. Juni 2015                                      |
| 2017 | Kosaken Classics: Große Stimmen – Große Melodien MCP           | — | — | — | Erstveröffentlichung: 13. Oktober 2017 mit dem Schwarzmeer Kosaken-Chor  |
| 2019 | Das Beste MCP                                                  | — | — | — | Erstveröffentlichung: 18. Januar 2019 mit dem Schwarzmeer Kosaken-Chor   |
| 2019 | 50 legendäre Jahre – Die Gold-Edition Telamo                   | — | — | — | Erstveröffentlichung: 24. Mai 2019                                       |
| 2021 | 30 unvergessene Hits MCP                                       | — | — | — | Erstveröffentlichung: 24. September 2021                                 |
| 2023 | Goldene Jubiläums-Edition Telamo                               | DE62 (2 Wo.)DE | — | — | Erstveröffentlichung: 24. November 2023 mit dem Schwarzmeer Kosaken-Chor |

grau schraffiert: keine Chartdaten aus diesem Jahr verfügbar

### Weihnachtsalben
| Jahr | Titel Musiklabel                                        | Anmerkungen                                                            |
| ---- | ------------------------------------------------------- | ---------------------------------------------------------------------- |
| 2004 | Es strahlt ein Stern – Festliches Weihnachtskonzert MCP | Erstveröffentlichung: 4. Oktober 2004 mit dem Schwarzmeer Kosaken-Chor |

## Singles
Die folgende Tabelle beinhaltet alle Charterfolge von Orloff in den deutschen, österreichischen und Schweizer Singlecharts. Darüber hinaus konnte Orloff auch einige Single-Charterfolge in Belgien und den Niederlanden feiern. Seinen größten Charterfolg als Interpret, feierte Orloff 1971 mit seiner Single Ein Mädchen für immer. Diese platzierte sich an der Spitze der belgischen Singlecharts.

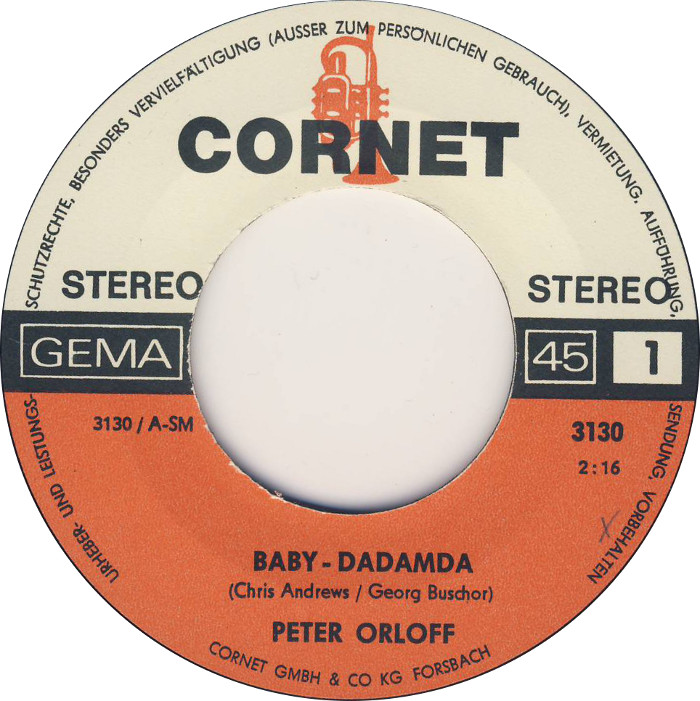
Label zu Baby Dadamda.

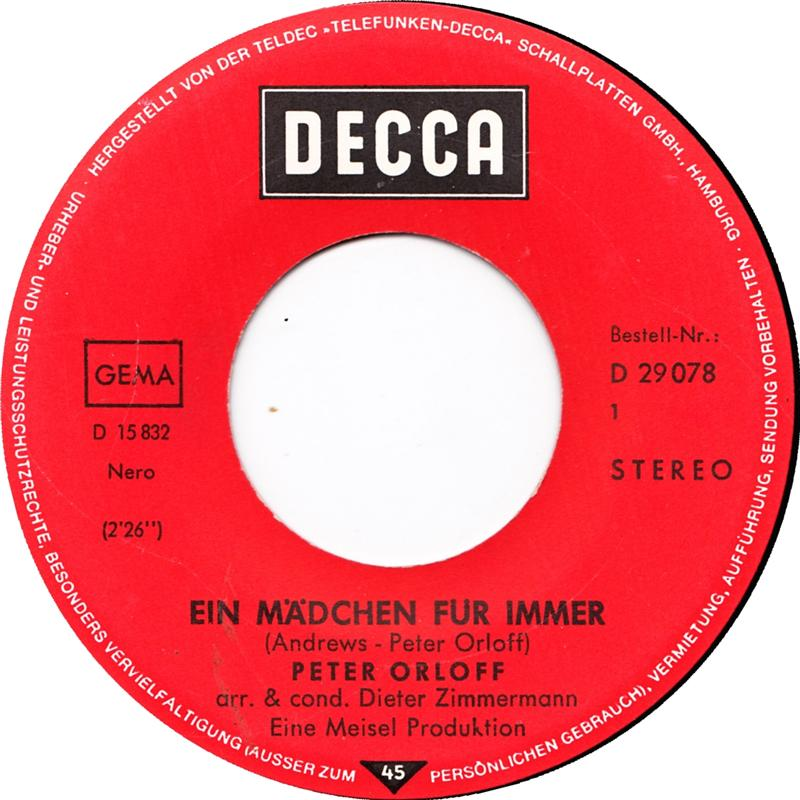
Label zu Ein Mädchen für immer.

| Jahr | Titel Album                                                                                                | Höchstplatzierung, Gesamtwochen/‑monate, AuszeichnungChartplatzierungen (Jahr, Titel, Album, Platzierungen, Wochen/Monate, Auszeichnungen, Anmerkungen) | Höchstplatzierung, Gesamtwochen/‑monate, AuszeichnungChartplatzierungen (Jahr, Titel, Album, Platzierungen, Wochen/Monate, Auszeichnungen, Anmerkungen) | Höchstplatzierung, Gesamtwochen/‑monate, AuszeichnungChartplatzierungen (Jahr, Titel, Album, Platzierungen, Wochen/Monate, Auszeichnungen, Anmerkungen) | Anmerkungen |
| Jahr | Titel Album                                                                                                | DE | AT | CH | Anmerkungen |
| ---- | --- | --- | --- | --- | --- |
| 1966 | Saphir und Rubin –                                                                                         | — | — | — | Erstveröffentlichung: Januar 1966 |
| 1967 | Das schönste Mädchen der Welt / Roosmarie (niederländische Version) Monika – Peter Orloff singt seine Hits | — | — | — | Erstveröffentlichung: April 1967 (DE als Peter Orloff & His Cossacks) Erstveröffentlichung: März 1968 (NL als Peter Orloff) Original: Günter Geißler – Das schönste Mädchen der Welt |
| 1967 | Es ist nie zu spät Monika – Peter Orloff singt seine Hits                                                  | DE17 (4 Mt.)DE | AT17 (2 Mt.)AT | — | Erstveröffentlichung: August 1967 |
| 1968 | City Girl Monika – Peter Orloff singt seine Hits                                                           | DE20 (2½ Mt.)DE | AT16 (1 Mt.)AT | — | Erstveröffentlichung: Januar 1968 |
| 1968 | Gold auf der Straße / Er zit nog bier in de glazen (niederländische Version) Schlager-Autogramm / –        | DE26 (2½ Mt.)DE | — | — | Erstveröffentlichung: Juni 1968 (DE) Erstveröffentlichung: August 1968 (NL) |
| 1968 | Sie schaut mich immer wieder an Peter Orloff                                                               | DE36 (½ Mt.)DE | — | — | Erstveröffentlichung: November 1968 |
| 1968 | Eine Farm für schöne Frauen Peter Orloff                                                                   | DE40 (½ Mt.)DE | — | — | Erstveröffentlichung: November 1968 |
| 1969 | Monika Peter Orloff                                                                                        | DE37 (½ Mt.)DE | — | — | Erstveröffentlichung: März 1969 |
| 1969 | Baby Dadamda Schlager-Autogramm                                                                            | DE26 (½ Mt.)DE | — | — | Erstveröffentlichung: Oktober 1969 |
| 1970 | Komm doch ein Stückchen mit mir mit Schlager-Autogramm                                                     | — | — | — | Erstveröffentlichung: April 1970 |
| 1970 | Das brennt so heiß wie Feuer                                                                               | DE31 (1½ Mt.)DE | — | — | Erstveröffentlichung: August 1970 |
| 1970 | Pardon, Rosalie Peter Orloff / Schlager-Autogramm                                                          | — | — | — | Erstveröffentlichung: Dezember 1970 Original: George Jones – Tender Years |
| 1971 | Ein Mädchen für immer / Leave Me or Love Me (Englische Version) Ein Mädchen für immer / Eliza              | DE16 Gold · (18 Wo.)DE | — | — | Erstveröffentlichung: Februar 1971 (DE-Version als Single) Erstveröffentlichung: 1973 (EN-Version auf Eliza) Verkäufe: + 500.000                                                     |
| 1971 | Ein Leben voll Liebe Ein Mädchen für immer                                                                 | DE38 (5 Wo.)DE | — | — | Erstveröffentlichung: Juni 1971 |
| 1971 | Wie ein Stern Ein Mädchen für immer                                                                        | — | — | — | Erstveröffentlichung: September 1971 Original: Frank Schöbel |
| 1971 | Ein Leben voll Liebe Ein Mädchen für immer                                                                 | — | — | — | Erstveröffentlichung: 1971 nur in den Niederlanden veröffentlicht |
| 1972 | Jeder hat dich gern – Einer hat dich lieb Die großen Erfolge (1973)                                        | DE46 (2 Wo.)DE | — | — | Erstveröffentlichung: April 1972 |
| 1972 | Eliza | — | — | — | Erstveröffentlichung: September 1972 |
| 1973 | Das hab’ ich so gerne an dir Die großen Erfolge (1973)                                                     | — | — | — | Erstveröffentlichung: Februar 1973 |
| 1973 | Die schwarze Galeere der Einsamkeit –                                                                      | — | — | — | Erstveröffentlichung: Mai 1973 |
| 1973 | Say O.K. –                                                                                                 | — | — | — | Erstveröffentlichung: 1973 als Tommy Brown |
| 1974 | Ein Engel auf Urlaub Glück total                                                                           | — | — | — | Erstveröffentlichung: Februar 1974 Original: Chris Montez – No One Knew |
| 1974 | Zwei im siebenten Himmel Die Nacht, als Christina fortlief                                                 | — | — | — | Erstveröffentlichung: Oktober 1974 |
| 1975 | Suchst du die Liebe … Sunny Girl Ich bestell schon mal das Himmelbett                                      | — | — | — | Erstveröffentlichung: Februar 1975 |
| 1975 | Zünd eine Kerze an Ich bestell schon mal das Himmelbett                                                    | DE44 (3 Wo.)DE | — | — | Erstveröffentlichung: September 1975 |
| 1976 | Rocky Ich bestell schon mal das Himmelbett                                                                 | — | — | — | Erstveröffentlichung: 1976 nur in den Niederlanden veröffentlicht |
| 1976 | Ich bestell’ schon mal das Himmelbett Ich bestell schon mal das Himmelbett                                 | — | — | — | Erstveröffentlichung: Juni 1976 |
| 1976 | Wilder Wein Die Nacht, als Christina fortlief                                                              | — | — | — | Erstveröffentlichung: August 1976 Original: John Sebastian – Hideaway |
| 1976 | Die Glocken von St. Petersburg Die Nacht, als Christina fortlief                                           | — | — | — | Erstveröffentlichung: Dezember 1976 |
| 1977 | Die Nacht, als Christina fortlief                                                                          | DE39 (2 Wo.)DE | — | — | Erstveröffentlichung: April 1977 Original: Smokie – Lay Back in the Arms of Someone                                                                                                  |
| 1977 | Bettler und Prinz Immer wenn ich Josy seh’                                                                 | — | — | — | Erstveröffentlichung: Oktober 1977 Original: Jackie DeShannon – Needles and Pins |
| 1978 | Immer wenn ich Josy seh’                                                                                   | DE23 (17 Wo.)DE | — | — | Erstveröffentlichung: Juni 1978 Original: New World – Kara, Kara |
| 1978 | Cora, komm nach Haus Sound-Orchester ’79                                                                   | DE31 (9 Wo.)DE | — | — | Erstveröffentlichung: Dezember 1978 Original: New World – Tom-Tom Turnaround |
| 1979 | Königin der Nacht Immer wenn ich Josy seh’                                                                 | — | — | — | Erstveröffentlichung: 1979 Verkäufe: + 25.000; Original: Bernd Clüver |
| 1979 | Ich liebe dich Der Barbar                                                                                  | DE27 (14 Wo.)DE | — | — | Erstveröffentlichung: August 1979 |
| 1980 | Manuela Der Barbar                                                                                         | — | — | — | Erstveröffentlichung: 1980 Original: Gunnar Welz – Manuela |
| 1980 | Ich muß heim Glück total                                                                                   | — | — | — | Erstveröffentlichung: 1980 Original: Toto Cutugno – Solo noi |
| 1980 | Ich steig’ aus Der Barbar                                                                                  | — | — | — | Erstveröffentlichung: Dezember 1980 Original: Peter Kent – For Your Love |
| 1981 | Die wilden Engel Der Barbar                                                                                | — | — | — | Erstveröffentlichung: 1981 |
| 1981 | Der Andere Der Barbar                                                                                      | — | — | — | Erstveröffentlichung: 1981 Original: Electric Light Orchestra – The Way Life’s Meant to Be                                                                                           |
| 1982 | Rock‘n’Roll Lullaby Der Barbar                                                                             | — | — | — | Erstveröffentlichung: 1982 Original: B. J. Thomas – Rock and Roll Lullaby |
| 1982 | Der Barbar                                                                                                 | — | — | — | Erstveröffentlichung: 1982 |
| 1986 | Gladbach wird Meister –                                                                                    | — | — | — | Erstveröffentlichung: 1986 |
| 1986 | Und wer fragt nach Jeanny –                                                                                | — | — | — | Erstveröffentlichung: 1986 |
| 1987 | Glück total (Liebe und Geborgenheit) Peter Orloff singt Peter Orloff                                       | — | — | — | Erstveröffentlichung: 1987 Original: Heino – Glück total |
| 1988 | Die schönsten Mädchen gibt’s in Germany Peter Orloff                                                       | — | — | — | Erstveröffentlichung: 1988 |
| 1990 | Rosamunde Die dunkle Seite der Alm                                                                         | — | — | — | Erstveröffentlichung: 1990 mit Original Buam; Original: Jaromír Vejvoda – Škoda lásky                                                                                                |
| 1991 | Jeder von uns braucht einen Engel Heut’ Nacht, eventuell                                                   | — | — | — | Erstveröffentlichung: 1991 |
| 1994 | Ohne Krokodil (Der Sammy-Song) –                                                                           | — | — | — | Erstveröffentlichung: 1994 |
| 1997 | War das schon alles? Das Beste Von Peter Orloff                                                            | — | — | — | Erstveröffentlichung: 1997 |
| 1997 | Es ist noch immer gut gegangen Das Beste Von Peter Orloff                                                  | — | — | — | Erstveröffentlichung: 1997 |
| 2021 | Mein Freund Winnetou –                                                                                     | — | — | — | Erstveröffentlichung: 25. Juni 2021 |
| 2022 | Mein Freund Winnetou (Roter Bruder) –                                                                      | — | — | — | Erstveröffentlichung: 31. August 2022 |
| 2023 | Freiheit ist der Atem der Welt Goldene Jubiläums-Edition                                                   | — | — | — | Erstveröffentlichung: 17. November 2023 mit dem Schwarzmeer Kosaken-Chor |

grau schraffiert: keine Chartdaten aus diesem Jahr verfügbar

## Videoalben und Musikvideos

### Videoalben
| Jahr | Titel Musiklabel  | Anmerkungen                                                             |
| ---- | ----------------- | ----------------------------------------------------------------------- |
| 2008 | Das Wolgalied MCP | Erstveröffentlichung: 3. November 2008 mit dem Schwarzmeer Kosaken-Chor |

### Musikvideos
| Jahr | Titel                               | Regisseur(e) |
| ---- | ----------------------------------- | ------------ |
| 2019 | Ein Mädchen für immer (2019)        |              |
| 2021 | Mein Freund Winnetou                |              |
| 2022 | Mein Freund Winnetou (Roter Bruder) |              |
| 2023 | Freiheit ist der Atem der Welt      |              |

## Autorenbeteiligungen und Produktionen
Peter Orloff schreibt oder produziert die meisten seiner Titel selbst. Darüber hinaus ist er auch als Autor und Produzent für andere Interpreten tätig. Die folgende Tabelle beinhaltet alle Charterfolge, die Orloff als Komponist und Liedtexter – unter Autor (A) zusammengefasst – sowie als Musikproduzent (P) in Deutschland, Österreich und der Schweiz feiern konnte. Darüber hinaus konnte Orloff auch einige Single-Charterfolge in Belgien und den Niederlanden feiern. Darunter die Nummer-eins-Hits Du (Peter Maffay) sowie Ein Mädchen für immer (Peter Orloff). Ein Mädchen für immer erreichte die Chartspitze in Belgien und Du gleichzeitig die Chartspitze in Belgien und der Niederlande.

| Jahr | Titel Interpretation                                                                          | Höchstplatzierung, Gesamtwochen/‑monate, AuszeichnungChartplatzierungen (Jahr, Titel, Interpretation, Platzierungen, Wochen/Monate, Auszeichnungen, Anmerkungen) | Höchstplatzierung, Gesamtwochen/‑monate, AuszeichnungChartplatzierungen (Jahr, Titel, Interpretation, Platzierungen, Wochen/Monate, Auszeichnungen, Anmerkungen) | Höchstplatzierung, Gesamtwochen/‑monate, AuszeichnungChartplatzierungen (Jahr, Titel, Interpretation, Platzierungen, Wochen/Monate, Auszeichnungen, Anmerkungen) | Anmerkungen |
| Jahr | Titel Interpretation                                                                          | DE | AT | CH | Anmerkungen |
| ---- | --------------------------------------------------------------------------------------------- | --- | --- | --- | --- |
| 1967 | Es ist nie zu spät P Peter Orloff                                                             | DE17 (4 Mt.)DE | AT17 (2 Mt.)AT | — | Erstveröffentlichung: August 1967                                                                                                |
| 1968 | Gold auf der Straße A / Er zit nog bier in de glazen A (niederländische Version) Peter Orloff | DE26 (2½ Mt.)DE | — | — | Erstveröffentlichung: Juni 1968 (DE) Erstveröffentlichung: August 1968 (NL)                                                      |
| 1969 | Monika P Peter Orloff                                                                         | DE37 (½ Mt.)DE | — | — | Erstveröffentlichung: März 1969                                                                                                  |
| 1969 | Pretty Belinda P Bernd Spier                                                                  | DE22 (5½ Mt.)DE | AT18 (2 Mt.)AT | — | Erstveröffentlichung: Mai 1969 Original: Chris Andrews                                                                           |
| 1969 | Baby Dadamda P Peter Orloff                                                                   | DE26 (½ Mt.)DE | — | — | Erstveröffentlichung: Oktober 1969                                                                                               |
| 1970 | Du A, P Peter Maffay                                                                          | DE1 Gold · (6½ Mt.)DE | AT8 (5 Mt.)AT | CH2 (12 Wo.)CH | Erstveröffentlichung: Januar 1970 Verkäufe: + 1.000.000                                                                          |
| 1970 | Das brennt so heiß wie Feuer A, P Peter Orloff                                                | DE31 (1½ Mt.)DE | — | — | Erstveröffentlichung: August 1970                                                                                                |
| 1971 | Klopf 3× P Bernd Spier                                                                        | DE22 (7 Wo.)DE | — | — | Erstveröffentlichung: Januar 1971                                                                                                |
| 1971 | Silver Moon Baby A, P Randolph Rose                                                           | DE5 (13 Wo.)DE | — | — | Erstveröffentlichung: Februar 1971 Original: Michael Nesmith & The First National Band – Silver Moon                             |
| 1971 | Ein Mädchen für immer A, P / Leave Me or Love Me A, P(Englische Version) Peter Orloff         | DE16 Gold · (18 Wo.)DE | — | — | Erstveröffentlichung: Februar 1971 (DE-Version als Single) Erstveröffentlichung: 1973 (EN-Version auf Eliza) Verkäufe: + 500.000 |
| 1971 | Judy, I Love You A Bata Illic                                                                 | DE9 (22 Wo.)DE | — | — | Erstveröffentlichung: März 1971                                                                                                  |
| 1971 | Ginny, komm näher A Ricky Shayne                                                              | DE13 (13 Wo.)DE | — | — | Erstveröffentlichung: April 1971                                                                                                 |
| 1971 | Ein Leben voll Liebe A, P Peter Orloff                                                        | DE38 (5 Wo.)DE | — | — | Erstveröffentlichung: Juni 1971                                                                                                  |
| 1971 | Nur ein Flirt A, P Randolph Rose                                                              | DE21 (8 Wo.)DE | — | — | Erstveröffentlichung: August 1971 Original: Michel Delpech – Pour un flirt                                                       |
| 1971 | Ein Herz steht nie still A Bata Illic                                                         | DE17 (10 Wo.)DE | — | — | Erstveröffentlichung: September 1971 Original: Nicola Di Bari – Il cuore e’ uno zingaro                                          |
| 1971 | Mädchen, wenn du einsam bist A Bata Illic                                                     | DE33 (4 Wo.)DE | — | — | Erstveröffentlichung: Dezember 1971                                                                                              |
| 1971 | Er nahm ein anderes Mädchen A, P Renate Kern                                                  | DE37 (1 Wo.)DE | — | — | Erstveröffentlichung: 1971 |
| 1972 | Du mußt nicht weinen A Ulli Martin                                                            | DE10 (16 Wo.)DE | — | — | Erstveröffentlichung: März 1972                                                                                                  |
| 1972 | Meilenstein der ersten Liebe A, P Randolph Rose                                               | DE42 (1 Wo.)DE | — | — | Erstveröffentlichung: März 1972 Original: The Byrds – America’s Great National Pastime                                           |
| 1972 | Jeder hat dich gern – Einer hat dich lieb A Peter Orloff                                      | DE46 (2 Wo.)DE | — | — | Erstveröffentlichung: April 1972                                                                                                 |
| 1972 | Sylvia’s Mutter A, P Randolph Rose                                                            | DE26 (7 Wo.)DE | — | — | Erstveröffentlichung: Juli 1972 Original: Dr. Hook & the Medicine Show – Sylvia’s Mother                                         |
| 1972 | Der Junge mit der Mundharmonika A, P Bernd Clüver                                             | DE1 Gold · (27 Wo.)DE | AT6 (8 Mt.)AT | CH1 (19 Wo.)CH | Erstveröffentlichung: November 1972 Verkäufe: + 2.000.000 Original: Micky – El chico de la armónica                              |
| 1972 | Hey, Amigo, muchas gracias P Randolph Rose                                                    | DE47 (1 Wo.)DE | — | — | Erstveröffentlichung: Dezember 1972                                                                                              |
| 1972 | Morgen früh lachst du schon wieder A, P Renate Kern                                           | DE40 (2 Wo.)DE | — | — | Erstveröffentlichung: 1972 |
| 1973 | Der kleine Prinz (Ein Engel, der Sehnsucht heißt) A, P Bernd Clüver                           | DE1 Gold · (28 Wo.)DE | AT3 (6 Mt.)AT | CH4 (17 Wo.)CH | Erstveröffentlichung: Juli 1973 Verkäufe: + 1.000.000                                                                            |
| 1974 | Was wird aus einer verlorenen Liebe A Séverine                                                | DE30 (5 Wo.)DE | — | — | Erstveröffentlichung: 8. Januar 1974 Original: Bernd Clüver                                                                      |
| 1974 | Das Tor zum Garten der Träume A, P Bernd Clüver                                               | DE7 (20 Wo.)DE | AT16 (1 Mt.)AT | — | Erstveröffentlichung: Februar 1974                                                                                               |
| 1974 | Vergessen heißt verloren sein A, P Séverine                                                   | DE47 (2 Wo.)DE | — | — | Erstveröffentlichung: 1. August 1974                                                                                             |
| 1974 | Bevor du einschläfst … (Tausend kleine Sterne) A, P Bernd Clüver                              | DE6 (16 Wo.)DE | AT15 (1 Mt.)AT | — | Erstveröffentlichung: September 1974                                                                                             |
| 1975 | Ich schenk’ dir mein Geheimnis A, P Bernd Clüver                                              | DE43 (2 Wo.)DE | — | — | Erstveröffentlichung: März 1975                                                                                                  |
| 1975 | Zünd eine Kerze an A, P Peter Orloff                                                          | DE44 (3 Wo.)DE | — | — | Erstveröffentlichung: September 1975                                                                                             |
| 1975 | Ein fremdes Mädchen A, P Bernd Clüver                                                         | DE38 (6 Wo.)DE | — | — | Erstveröffentlichung: November 1975                                                                                              |
| 1975 | Du bist für mich der größte Schatz A Séverine                                                 | DE49 (1 Wo.)DE | — | — | Erstveröffentlichung: 1. November 1975                                                                                           |
| 1976 | Am schönsten ist es zu Hause A, P Elfi Graf                                                   | DE31 (5 Wo.)DE | — | — | Erstveröffentlichung: August 1976                                                                                                |
| 1976 | Mike und sein Freund P Bernd Clüver                                                           | DE44 (1 Wo.)DE | — | — | Erstveröffentlichung: September 1976 Original: The Rubettes – Under One Roof                                                     |
| 1977 | Die Nacht, als Christina fortlief A, P Peter Orloff                                           | DE39 (2 Wo.)DE | — | — | Erstveröffentlichung: April 1977 Original: Smokie – Lay Back in the Arms of Someone                                              |
| 1978 | Immer wenn ich Josy seh’ A, P Peter Orloff                                                    | DE23 (17 Wo.)DE | — | — | Erstveröffentlichung: Juni 1978 Original: New World – Kara, Kara                                                                 |
| 1978 | Mexican Girl A, P Bernd Clüver                                                                | DE39 (2 Wo.)DE | — | — | Erstveröffentlichung: Oktober 1978 Original: Smokie – Mexican Girl                                                               |
| 1978 | Cora, komm nach Haus A, P Peter Orloff                                                        | DE31 (9 Wo.)DE | — | — | Erstveröffentlichung: Dezember 1978 Original: New World – Tom-Tom Turnaround                                                     |
| 1979 | Ich liebe dich P Peter Orloff                                                                 | DE27 (14 Wo.)DE | — | — | Erstveröffentlichung: August 1979                                                                                                |
| 1985 | Also lebe ich P Wolff Gerhard                                                                 | DE74 (2 Wo.)DE | — | — | Erstveröffentlichung: 1985 |
| 1991 | Ich sag’ es mit Musik A Andy Borg                                                             | DE88 (6 Wo.)DE | — | — | Erstveröffentlichung: Mai 1991                                                                                                   |
| 2024 | Schau mal herein A Helene Fischer & Florian Silbereisen                                       | DE20 (… Wo.)DE | AT25 (… Wo.)AT | — | Erstveröffentlichung: 30. Dezember 2024 Original: Chris Norman & Suzi Quatro – Stumblin’ In                                      |

grau schraffiert: keine Chartdaten aus diesem Jahr verfügbar

## Sonderveröffentlichungen
| Jahr | Titel Album                                                                                        | Anmerkungen                                                                                                |
| ---- | -------------------------------------------------------------------------------------------------- | --- |
| 1990 | Patrona Bavariae Die dunkle Seite der Alm                                                          | Erstveröffentlichung: 1990 Original Buam & Peter Orloff; Original: Original Naabtal Duo – Patrona Bavariae |
| 1990 | Rosamunde Die dunkle Seite der Alm                                                                 | Erstveröffentlichung: 1990 Original Buam & Peter Orloff; Original: Jaromír Vejvoda – Škoda lásky           |
| 1992 | Du Für Du                                                                                          | Erstveröffentlichung: 1992 Original Buam & Peter Orloff; Original: Peter Maffay – Du                       |
| 2018 | Monika Tanz tanz tanz                                                                              | Erstveröffentlichung: 16. März 2018 Die Zipfelbuben feat. Peter Orloff                                     |
| 2021 | Immer wenn ich Josy seh’ Schlager-Spaß mit Andy Borg – Die Zweite – Meine Lieblingslieder im Duett | Erstveröffentlichung: 2. April 2021 Andy Borg mit Peter Orloff                                             |

## Promoveröffentlichungen
| Jahr | Titel Album                                                                       | Anmerkungen                                                                                                |
| ---- | --------------------------------------------------------------------------------- | --- |
| 1980 | Oldies Original Hit-Version Peter Orloff / Monika – Peter Orloff singt seine Hits | Erstveröffentlichung: Mai 1980 Inhalt: Monika + Es ist nie zu spät                                         |
| 1987 | Oldies Peter Orloff / –                                                           | Erstveröffentlichung: 1987 Inhalt: Monika + Bella Rosa (Instrumental); nur in Österreich veröffentlicht    |
| 1987 | Oldies Original Hit-Version Peter Orloff / Monika – Peter Orloff singt seine Hits | Erstveröffentlichung: 1987 Inhalt: Die schönsten Mädchen gibt’s in Germany + Das schönste Mädchen der Welt |

## Boxsets
| Jahr | Titel Musiklabel                                                | Anmerkungen                                                                                     |
| ---- | --------------------------------------------------------------- | ----------------------------------------------------------------------------------------------- |
| 2004 | Die goldenen Stimmen der Heimat Shop24Direct                    | Erstveröffentlichung: 1. Januar 2004 mit dem Schwarzmeer Kosaken-Chor; Inhalt: 4 CDs            |
| 2008 | War das schon alles? – Vom Schlagersänger zum Kosakenführer MCP | Erstveröffentlichung: 16. November 2008 mit dem Schwarzmeer Kosaken-Chor; Inhalt: 3 CDs + 1 DVD |

## Statistik

### Chartauswertung
|                     | DE    | AT    | CH    |
| ------------------- | ----- | ----- | ----- |
| Nummer-eins-Alben   | DE—DE | AT—AT | CH—CH |
| Top-10-Alben        | DE—DE | AT—AT | CH—CH |
| Alben in den Charts | DE2DE | AT—AT | CH—CH |

|                       | DE     | AT    | CH    |
| --------------------- | ------ | ----- | ----- |
| Nummer-eins-Singles   | DE—DE  | AT—AT | CH—CH |
| Top-10-Singles        | DE—DE  | AT—AT | CH—CH |
| Singles in den Charts | DE16DE | AT2AT | CH—CH |

|                       | DE     | AT    | CH    |
| --------------------- | ------ | ----- | ----- |
| Nummer-eins-Singles   | DE3DE  | AT—AT | CH1CH |
| Top-10-Singles        | DE8DE  | AT3AT | CH3CH |
| Singles in den Charts | DE34DE | AT6AT | CH3CH |

|                       | DE     | AT    | CH    |
| --------------------- | ------ | ----- | ----- |
| Nummer-eins-Singles   | DE3DE  | AT—AT | CH1CH |
| Top-10-Singles        | DE6DE  | AT3AT | CH3CH |
| Singles in den Charts | DE32DE | AT7AT | CH3CH |

### Auszeichnungen für Musikverkäufe
Anmerkung: Auszeichnungen in Ländern aus den Charttabellen bzw. Chartboxen sind in ebendiesen zu finden.
| Land/RegionAuszeichnungen für Musikverkäufe (Land/Region, Auszeichnungen, Verkäufe, Quellen) | Gold     | Platin | Verkäufe  | Quellen         |
| -------------------------------------------------------------------------------------------- | -------- | ------ | --------- | --------------- |
| Deutschland (BVMI)                                                                           | 4× Gold4 | —      | 3.000.000 | Einzelnachweise |
| Insgesamt                                                                                    | 4× Gold4 | —      |           |                 |